# 淺色床杜父魚
淺色床杜父魚，為輻鰭魚綱鮋形目杜父魚亞目杜父魚科的其中一種，為溫帶海水魚，分布於北太平洋日本海北部至白令海與阿拉斯加東南方海域，棲息深度0-680公尺，體長可達74公分，棲息在沙泥底質底層水域，生活習性不明。

## 扩展阅读
維基物種上的相關：淺色床杜父魚